# Distretto di Andar
Il distretto di Andar è un distretto dell'Afghanistan appartenente alla provincia di Ghazni. Viene stimata una popolazione di 62 937 abitanti (stima 2016-17).